# Blepharis kenyensis
Blepharis kenyensis är en akantusväxtart som beskrevs av K. Vollesen. Blepharis kenyensis ingår i släktet Blepharis och familjen akantusväxter. Inga underarter finns listade i Catalogue of Life.